# NGC 5467
NGC 5467 је појединачна звезда у сазвежђу Девица која се налази на NGC листи објеката дубоког неба.
Деклинација објекта је - 5° 28' 54" а ректасцензија 14h 6m 29,2s. Привидна величина (магнитуда) објекта NGC 5467 износи 9,2 а фотографска магнитуда 15,3. NGC 5467 је још познат и под ознакама IC 973.